# Bitwa nad rzeką Frigidus

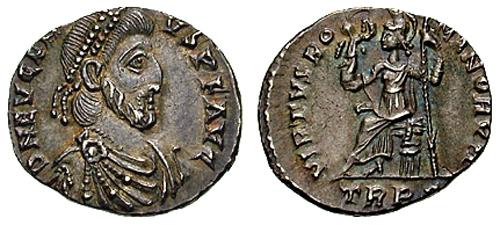
Flawiusz Eugeniusz

Bitwa nad rzeką Frigidus – starcie zbrojne, które miało miejsce w roku 394 między wojskami Teodozjusza I Wielkiego i uzurpatora Eugeniusza.
W roku 392 dzięki poparciu Arbogastesa, nowym cesarzem na Zachodzie okrzyknięto Eugeniusza. Oczekując na poparcie ze strony Teodozjusza I, Eugeniusz wyruszył nad Ren, gdzie pokonał Franków i Alamanów w kilku potyczkach, po czym zawarł z nimi rozejm korzystny dla Rzymu. Tymczasem Teodozjusz odmówił poparcia Eugeniuszowi, wobec czego uzurpator wraz z Arbogastesem wiosną 393 roku skierowali się do Italii. Po wkroczeniu uzurpatora do Rzymu, wojna domowa stała się faktem.
W roku 394 armia Teodozjusza w sile 36 000–51 000 ludzi zatrzymała się w Konstantynopolu. Na jej czele stali wyznaczeni przez Teodozjusza wodzowie: Stylicho (Rzymianie), Bakurius (kontyngenty arabskie i bliskowschodnie) oraz Gainas (Goci). Przeciw nim Eugeniusz i Arbogastes zgromadzili około 25 000–35 000 Rzymian oraz Galów. We wrześniu 394 obie armie podeszły w rejon przełęczy Piro. Armia Eugeniusza oraz Arbogastesa rozbiła obóz w dolinie rzeki Frigidus (Wipawa) w Górach Dynarskich. Tutaj też przygotowała zasadzkę na wojska Teodozjusza, zamierzając odciąć je w wąskiej dolinie.
5 września siły Teodozjusza wkroczyły do doliny, spychając oddziały wywiadowcze przeciwnika. Wkrótce maszerujący żołnierze zostali zaatakowani od frontu oraz ze zboczy gór przez ukrytych tam ludzi Eugeniusza. W wyniku tego starcia przednie oddziały cesarskie zostały rozbite. Śmierć poniósł Bakurius i większość jego żołnierzy. Reszta wojsk Teodozjusza rozpoczęła odwrót. Straty jego armii były ogromne, dotyczyły jednak głównie znajdujących się na czele kolumny wojsk sprzymierzonych. Równie wielkie straty ponieśli Eugeniusz i Arbogastes. Obaj wodzowie zlekceważyli jednak siły przeciwnika zarządzając postój, który wykorzystano na świętowanie zwycięstwa.
Następnego dnia rano wojska Teodozjusza ponownie weszły do doliny, tym razem zaskakując przeciwnika. Wojska doszły do obozu przeciwnika, gdzie doszło do krwawej walki. W wyniku ostrzału pociskami i zapalonymi strzałami w obozie wybuchł pożar, co wywołało zamieszanie w szeregach wojsk uzurpatora. On sam dostał się do niewoli i został ścięty. Gdy jego głowę pokazano broniącym się zaciekle obrońcom obozu, większość z nich zdała broń, wielu jednak zbiegło w góry. Wśród nich znajdował się Arbogastes, który dwa dni później popełnił samobójstwo. Straty obu armii w dwudniowej bitwie były ogromne i wyniosły 12 000–18 000 ludzi po stronie Eugeniusza oraz ponad 10 000 żołnierzy Teodozjusza. Bitwa była jedną z największych w historii wojen domowych pomiędzy władcami Zachodniej i Wschodniej części Imperium i przyczyniła się do umocnienia wiary chrześcijańskiej w Cesarstwie.